# All That Jazz (album Ella Fitzgerald)
All That Jazz è il cinquantaquattresimo e ultimo album della cantante jazz Ella Fitzgerald, pubblicato dalla Pablo Records nel 1989.

## Tracce
Lato A
1. Dream a Little Dream of Me (Milton Adolphus, Gus Kahn) – 5:00
2. My Last Affair (Haven Johnson) – 4:34
3. Baby, Don't You Quit Now (Johnny Mercer, Jimmy Rowles) – 5:09
4. Oh! Look at Me Now (Joe Bushkin, John DeVries) – 5:10
5. Jersey Bounce (Tiny Bradshaw, Buddy Feyne, Edward Johnson, Bobby Plate) – 3:44
6. When Your Lover Has Gone (Einar Aaron Swan) – 5:00

Lato B
1. That Old Devil Called Love (Doris Fisher, Allan Roberts) – 4:49
2. All That Jazz (Benny Carter, Al Stillman) – 4:04
3. Just When We're Falling in Love (Robbins' Nest) (Illinois Jacquet, Bob Russell, Lucky Thompson) – 5:24
4. Good Morning Heartache (Ervin Drake, Dan Fisher, Irene Higgenbotham) – 5:28
5. Little Jazz (Roy Eldridge, Buster Harding) – 5:37
6. The Nearness of You (Hoagy Carmichael, Ned Washington) – 7:09